# Leena Conquest
Leena Conquest (* um 1965 in Dallas, Texas) ist eine US-amerikanische Jazzmusikerin (Gesang, Komposition), die sich auch als Singer-Songwriterin betätigt.

## Leben und Wirken
Conquest ist Absolventin der Stanford University, besuchte die Tisch School of the Arts der New York University und wurde am Alvin Ailey American Dance Center ausgebildet. Sie begann ihre Karriere Ende der 1980er-Jahre; erste Aufnahmen entstanden in Wien, wo sie mehrere Jahre lebte. Seit 1989 arbeitete sie in der Reform Art Unit, mit der sie an der Open Window Suite und den folgenden Alben sowie Tourneen bis 1993 beteiligt war. 1990 trat sie auch mit dem World Music Orchestra um Paul Fields an der Seite von Musikern wie Fritz Novotny, Jim Pepper und Rabih Abou-Khalil auf (Album East West Suite). Mit der Trip-Hop-, Funk- & Hip-Hop-Combo Hip Hop Finger um Werner Geier, Walter Malli und Chrono Popp gelang der Hit „Boundaries“. Weiterhin wirkte sie in Wien mit Mia Zabelka (Possible Fruit), mit dem Vienna Art Orchestra, im Duoprojekt Voice meet Bass mit Reinhard Ziegerhofer und mit dem Zagreber Rundfunkorchester.
Nach ihrer Rückkehr in die Vereinigten Staaten Mitte der 1990er Jahre lebte Conquest zunächst wieder in Texas, bevor sie um 2000 nach New York City zog. Dort arbeitete sie auf Empfehlung von Sunny Murray, mit dem sie in Wien gespielt hatte, in den Ensembles von William Parker, erstmals zu hören in For Those Who Are, Still (2015). Bei Parker wirkte sie bei dessen Curtis-Mayfield-Projekt mit (I Plan to Stay a Believer) und bei Alben und Projekten wie Universal Tonality, Voices Fall from the Sky, Raining on the Moon und Alphaville Suite. Des Weiteren war sie beteiligt bei Aufnahmen von Fred Ho and The Green Monster Big Band, dem Dennis González Jnaana Septet (The Gift of Discernment, 2008) und mit Steve Swell (Soul Travelers, 2018).
Unter eigenem Namen legte Conquest mehrere Aufnahmen vor, darunter Cornmeal Dance. Sie hat mit einer Vielzahl von Jazzgrößen zusammengearbeitet, darunter dem Trompeter Doc Cheatham, dem Pianisten Mal Waldron und dem Vibraphonisten Roy Ayers, der auf ihrer CD Come Fly Away (1999) zu hören ist. Darüber hinaus griff sie 2008 auf dem Duoalbum Dave Burrell Plays His Songs featuring Leena Conquest (Tracce) Dave Burrells klassische Kompositionen auf. Conquest tourte weltweit, u. a. trat sie in Großbritannien, Spanien, Finnland, Italien, Tunesien und beim Chicago Jazz Festival auf. Im Bereich des Jazz war sie laut Tom Lord zwischen 1990 und 2018 an 30 Aufnahmesessions beteiligt.
Der Poet und Kritiker Aldon Lynn Nielsen fühlt sich bei dem Gesang von Leena Conquest an die Vocalese von Abbey Lincoln bei Auftritten mit Max Roach in „Tears for Johannesburg“ erinnert.

## Diskographische Hinweise
- William Parker, Joseph Jarman, Daniel Carter, Roy Campbell, Sabir Mateen, Leena Conquest, Thomas Buckner: Alain Kirili Musée Grenoble (1999)
- Steve Swell Quintet with Special Guest Leena Conquest: Astonishments (RogueArt, 2021)